# 黃丹儀
黃丹儀（Dennie Wong，1970年2月21日—），香港著名女琴手、作曲人、編曲人、音樂監製。她大多為自己的作品唱和音。黃丹儀的父親為作曲家于粦（黃玉麟），丈夫為前金牌大風香港區行政總裁陳輝虹。

## 簡歷
1990年，黃丹儀畢業於日本山葉音樂學院。1992年，她完成東京尚美大學的課程。
1994年，黃丹儀為張國榮的演唱會唱和音，正式加入香港樂壇擔任作曲人。她現時在伍樂城主辦的伯樂音樂學院擔任導師，教導學生作曲。黃丹儀曾在容祖兒和Twins等歌手的演唱會及音樂會負責鋼琴部份，亦曾在容祖兒2005年的演唱會中唱出《我的親愛》的一小節。
黃丹儀的作品一向備受讚賞，包括令時為新進歌手的古巨基取得1997年度叱吒男歌手銀獎的名曲《歡樂今宵》。2007年，由其作曲、吳雨霏主唱的《逼得太緊》叫好叫座，大熱播放，奪得多個獎項。
此外，她亦曾負責電影配樂，例如由陳奕迅及楊千嬅主演的《每當變幻時》。
近年於ViuTV音樂節目《Chill Club》及網絡音樂節目《Music Panda》擔任琴手，因此曝光率大增。

## 感情生活
2006年12月26日，黃丹儀與當時任職金牌大風唱片公司香港區行政總裁的陳輝虹結婚，並於數碼港艾美酒店設宴。

## 音樂作品

### 1992年
- 黎明詩 - 煙花（編）

### 1994年
- 江希文 - 再見童年（曲／編）

### 1995年
- 江希文 - 我妒忌（編）
- 吳倩蓮 - 他在笑（編）
- 康　賢 - 伴我同行（曲／編）
- 梁漢文 - 不可以一分鐘別離（編）
- 梁漢文 - 傷了三個心（曲）

### 1996年
- 李克勤 - 太幼稚（編）
- 梁漢文 - 傷了三個心（鋼琴別戀版）（曲／編）
- 陳奕迅 - 傷信（編）
- 陳奕迅 - 愛情，幼稚！（編）
- 彭　羚 - 甜品（曲）
- 楊千嬅 - 傷感真相（編）

### 1997年
- 古巨基 - 歡樂今宵（曲／編）
- 紀炎炎 - 考慮•面對（曲／編）
- 紀炎炎 - 夢到你（編）
- 紀炎炎 - 考慮•面對（Piano Version）（曲／編）
- 郭富城 - 好一對（曲／編）
- 鄭秀文 - 隔著玻璃（編）
- 黎瑞恩 - 怎麼都不錯（曲／編）
- 譚小環 - 起身（曲／編）
- 蘇永康 - 平均分（曲）
- 蘇永康 - 多給妳一點（曲）

### 1998年
- 古巨基 - 小小意思（曲／編）
- 周俊偉 - 不要太快（曲）
- 郭富城 - 可愛（曲／編）
- 郭富城 - 如果妳認真過（曲／編）
- 郭富城 - 如果妳認真過（悲情篇之記後陵一夜）（曲／編）
- 郭富城 - 只因你在乎我（曲／編）
- 陳慧琳 - 深呼吸（曲／編／監）
- 鄭秀文 - 戰俘（編）
- 羅嘉良 - 我會為你高興（曲）
- 譚耀文、蔣卓樂 - 只得一個可能（曲／編）
- 蘇永康 - 收回妳愛我的權利（曲）

### 1999年
- 侯湘婷 - 你愛我嗎（曲）
- 梁漢文 - 舊約（曲／編）
- 梅艷芳 - 不快不吐（曲）
- 梅艷芳 - 無名氏（曲／編）
- 楊千嬅 - 木偶奇遇記（曲／編／監）
- 鄭伊健 - 不如一同回家（曲／編）
- 藍心湄 - 新鮮（曲）
- 蘇永康、許志安 - 活著就是精彩（曲／編／監）
- 蘇永康、陳潔儀 - 來夜方長（曲／編／監）
- 蘇永康、陳潔儀 - 愛得正好（曲）[註 1]

### 2000年
- 古巨基 - 抱雪（曲／編）
- 李彩樺 - 分享便當（曲／編／監）
- 張栢芝 - 幾分之幾（編／監）
- 張智霖 - 祝君好（編／監）
- 梁詠琪 - 好不好（曲／編）
- 梁詠琪 - Kiss Me（曲／編／監）
- 梁詠琪 - 今夜沒有風（曲／編／監）
- 梁詠琪 - 神仙魚（曲／編／監）
- 梅艷芳 - 愛的教育（曲）
- 許志安 - 一千次日落（曲／編／監）
- 許志安 - 一千次日落（第一次日出）（曲／編／監）
- 許志安 - 七年滋養（曲／編／監）
- 郭富城 - 瓦解（曲／編／監）
- 陳　明 - 我過得很好（曲）
- 陳慧珊 - 壞男人（曲／編／監）
- 陳慧珊 - 只知我難避開（編／監）
- 陳慧琳 - 笑著睡（曲／編／監）
- 彭　羚 - 無人駕駛（曲／編／監）
- 彭　羚 - 要多美麗有多美麗（編／監）
- 彭　羚 - 相對論（編／監）
- 彭　羚 - 隔著枕頭對我說（曲／編／監）[註 2]
- 楊千嬅 - 可人兒（曲）
- 楊千嬅 - 美味情緣（曲／編／監）
- 楊千嬅 - 快樂與哀愁（曲）[註 3]
- 趙學而 - 愛上兩個人（曲）
- 鄭秀文 - 如果我們不再見（曲／編／監）
- 鄭秀文 - 可能不可能（曲／編）[註 4]

### 2001年
- 容祖兒 - 故弄玄虛（曲／編／監）
- 容祖兒 - 沙堡壘（曲／編／監）
- 張栢芝 - 恨你…一吻（曲／編／監）
- 張栢芝 - 再聯絡（曲／編／監）
- 梁詠琪 - 氣流（曲／編／監）
- 梁詠琪 - 驗光（曲／編／監）
- 梁詠琪 - 淚光（曲）
- 許志安 - 天使抱抱我（曲／編／監）
- 許志安 - 眼前一亮（曲／編／監）
- 郭富城 - 可能不能（編／監）
- 陳司翰 - 和平日（曲）
- 陳慧珊 - 不是我的（曲／編／監）
- 彭　羚 - 最美的表情（編／監）
- 彭　羚 - 巴黎的來信（曲／編／監）
- 楊千嬅 - 河童（曲／編／監）
- 鄭秀文 - 玻璃鞋（曲／編／監）
- 譚耀文 - 原來就是你（編／監）
- 蘇永康 - 忘記呼吸（曲／監）
- 蘇永康 - 過去（曲）

### 2002年
- Twins - 友誼第一（曲）
- 何韻詩 - 再見…露絲瑪莉（曲／編）
- 張玉華 - 多遠（曲）
- 梁詠琪 - 花瓶雞湯（曲／編／監）
- 彭　羚 - 所謂愛情（曲／編／監）
- 黃伊汶 - 失去控制（曲／編／監）
- 楊千嬅 - 我是羊（曲／編／監）
- 楊丞琳、范瑋琪 - 有你真好（曲）
- 黎瑞恩 - 花瓣占卜（曲／編）

### 2003年
- Twins - 那天很愛笑（曲／編）
- Twins - 三角圓舞（曲／編）
- 何韻詩 - 娃鬼回魂（曲／編）
- 英皇群星 - 世代無肝炎（曲）
- 容祖兒 - 與貓共舞（曲／編／監）
- 容祖兒 - 心甘命抵（曲／編／監）
- 容祖兒 - 遲鈍（曲／編）
- 黃伊汶 - 保持笑容（曲／編／監）
- 蔡一傑 - 上癮（編）
- 鄭希怡 - 愛何簡單（曲／編／監）
- 鄭希怡 - 我情願不跳舞（曲／編／監）
- 關心妍 - 優先訂座（曲／編／監）

### 2004年
- 女生宿舍 - 全女打（監）
- 女生宿舍 - 換個話題（監）
- 女生宿舍 - 心慌慌（監）[註 5]
- 容祖兒 - 溶（編）
- 容祖兒 - 借過（曲／編／監）
- 黃丹儀 - 我代你哭（編／監）
- 黃丹儀 - 遺憾的人（編／監）
- 黃丹儀 - 再見露絲瑪莉（曲／詞／編／監）
- 廖雋嘉 - 我不怕輸（監）
- 鄧建明 - Don't Know Why（編／監）
- 鄧建明 - 戀人別戀（編／監）
- 鄧建明 - 習慣失戀（編／監）
- 鄧建明、黃丹儀 - 可惜我是水瓶座（編／監）
- 鄧建明、黃丹儀 - 愛與避愛（曲／編／監）
- 鄧建明、黃丹儀 - 飛女正傳（編／監）

### 2005年
- 李逸朗、蔣雅文 - 我蠢我認（曲／編）
- 官恩娜 - 完成大我（曲／編）
- 梁詠琪 - 小裁縫（曲／監）
- 許志安 - 水晶燈（曲／編）

### 2006年
- 官恩娜 - 代課老師（曲／編）
- 官恩娜 - 明天的希望（曲／編）[註 6]
- 薛凱琪 - 樹娃（曲／編）
- 鍾欣桐 - 非君不嫁（曲／編）
- 關心妍 - 玉石樂隊（曲）

### 2007年
- 吳雨霏 - 逼得太緊（曲／編）
- 吳雨霏 - 失控（曲／編）
- 孫耀威 - 答謝信（編）
- 容祖兒 - 曙鳳蝶（曲／編／監）
- 容祖兒 - 花開的時刻（曲／編／監）
- 楊千嬅 - 每當變幻時（編／監）
- 鍾欣桐 - 雙重打擊（曲／編）
- 關心妍 - 任君選擇（曲／編）

### 2008年
- 方力申 - 好歌（曲／編）
- 吳雨霏 - 不如不愛（曲／編／監）
- 吳雨霏 - 未來的人（曲／編／監）
- 張敬軒 - 狐（曲）
- 森　美 - 金牌司儀（曲／編／監）
- 裕　美 - 漂流記（曲／編）
- 鄭中基 - 英雄莫（編）

### 2009年
- 吳雨霏 - 愛德華時代（曲／編／監）
- 孫耀威 - 寂寞殺死人（曲／編）

### 2010年
- 泳　兒 - 需要被需要（曲／編／監）
- 陳思彤 - 千江有水（編／監）

### 2011年
- 張智霖 - 戀上外星人（編／監）
- 張智霖 - 你是奇蹟（編／監）
- 張　靈 - 一歌（曲／編／監）
- 陳奕迅 - 吟遊詩人（曲／編／監）

### 2013年
- 麥家瑜 - 純屬虛構（曲）

### 2014年
- 許志安 - 晚安（曲／編／監）

### 2019年
- 關淑怡 - 人生可有知己（編）

### 2020年
- 駱振偉 - 成熟．不了（曲／詞／編）

### 2021年
- HEY JOE TRIO Feat. Dash - 最耀眼（編／監）

### 2022年
- COLLAR - Call My Name!（COLLAR214 ver.）（編）

### 2023年
- 麗　英 - (Not) The First Take（曲）

## 外部連結
- 伯樂音樂學院 | 學院導師 | 黃丹儀 Dennie Wong （页面存档备份，存于）
- 黃丹儀在互联网电影资料库（IMDb）上的資料（英文）